# Assur (stad)

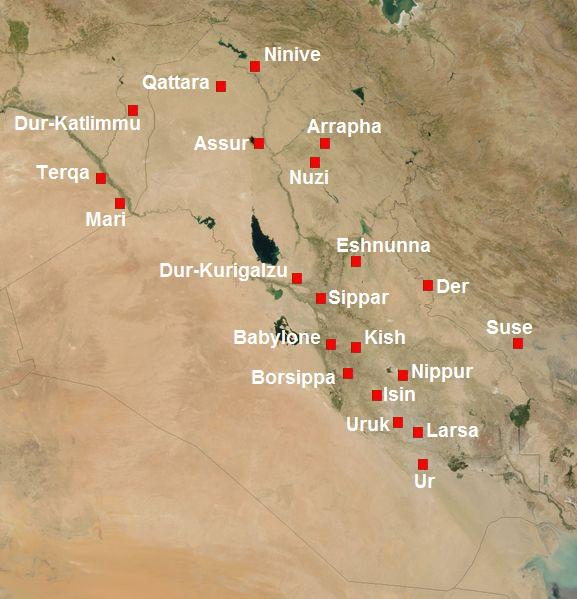
Mesopotamië in het 2e millennium v.Chr.

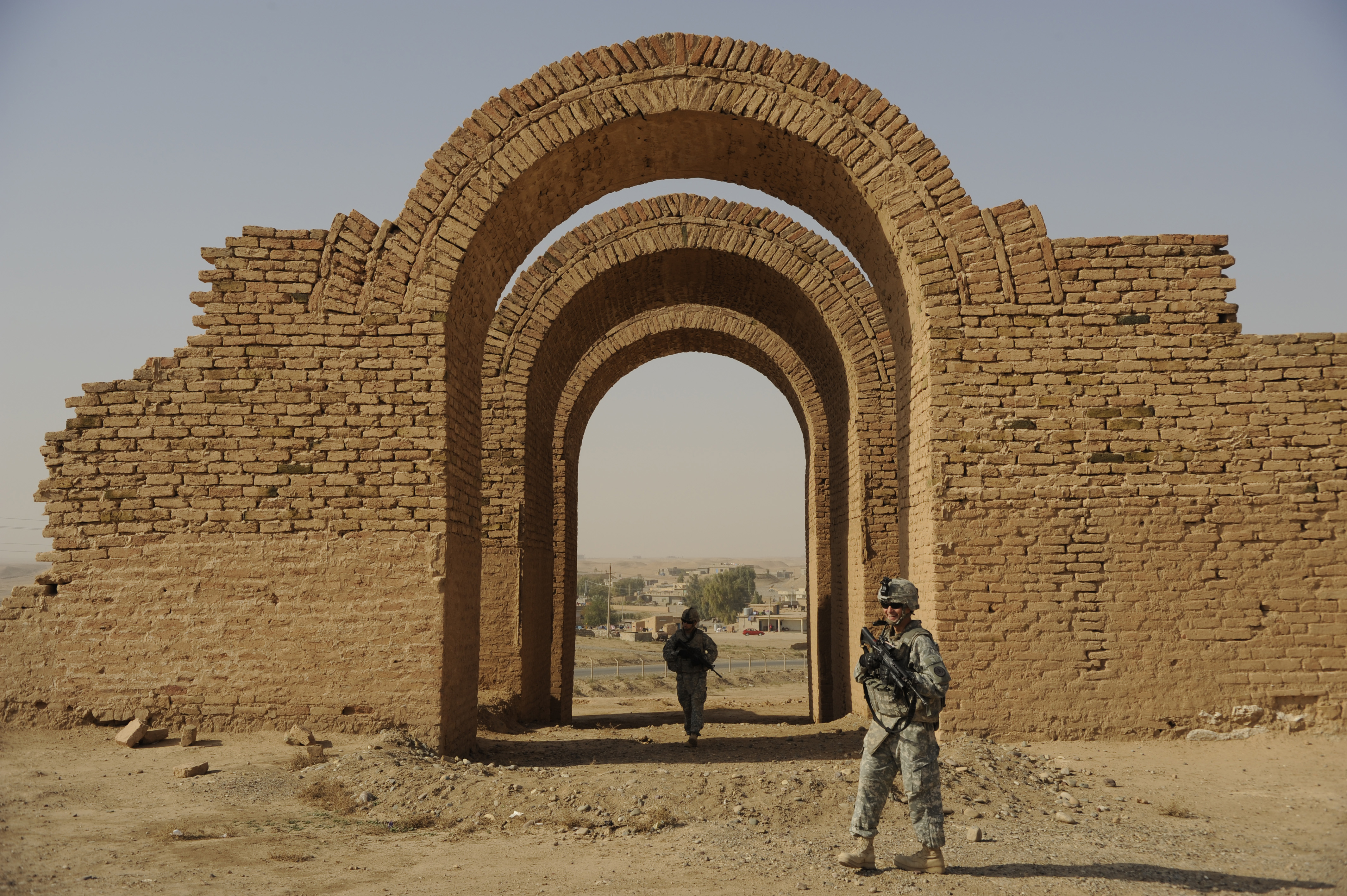
Assur in 2001.

Assur (ook: Aššur, Assoer of Asjoer, IFA: ˌɑ:ʃuʀ) (huidige naam: Qalat Sjergat) is een voormalige stad gelegen aan de Tigris in het huidige Irak, 390 km ten noorden van Bagdad.

## Naam
De naam van de stad was afkomstig van de hoogste god, Assur, van deze historisch belangrijke cultuur. Het rijk waarvan het de hoofdstad was werd door de inwoners zelf ook Aššur genoemd. Bij de oude Grieken heette het land Ασσυρία (Assuria, het achtervoegsel '-ia' geeft een land aan), wat later verlatijnst werd tot Assyria (een ypsilon, die als onderkast eruitziet als een u [uitspraak als in zuur], werd vroeger gelatiniseerd tot y), en in het Nederlands Assyrië, met als gevolg dat men het in het Nederlands als ie [als in dier] ging uitspreken. De stadsnaam zelf, vaak vernederlandst als Assoer, of correcter, maar minder gebruikelijk, tot Asjoer, behield in het Nederlands wel haar oe-uitspraak. Een mogelijk betekenis van Aššur is opzichter.

## Vindplaats
Assur werd in 1821 voor het eerst weer ontdekt, nadat zij in 614 v.Chr. was verwoest. Tussen 1903 en 1914 werd de stad gedeeltelijk opgegraven. De vindplaats is in 2003 door UNESCO tot Werelderfgoed verklaard. De stadsmuren sloten een gebied in van ongeveer 64 ha en bij opgravingen werd een groot aantal over elkaar heen liggende stratigrafische lagen met archeologisch materiaal gevonden. De oudste daarvan dateren van het 3e millennium v.Chr.:
1. Akkadische periode
2. Ur III-periode
3. Oud-Assyrische Rijk
4. Midden-Assyrische Rijk
5. Nieuw-Assyrische Rijk, eindigend in het midden van het eerste millennium v.Chr.

Hierop bevinden zich ook nog lagen uit de Hellenistische en de Arabische tijd

### Libbi-ali en alu-issu
Het oudste en grootste deel van de stad was in het noorden gelegen en heette Libbi-ali. Het wordt een aantal malen genoemd in de eponiemenlijsten omdat een jaar soms naar de gouverneur van Libbi-ali genoemd werd. Er is ook een aantal keren sprake van een opstand in de oude stad. In het midden van het tweede millennium werd er een zuidelijk deel bij de stad gevoegd alu-iššu geheten.

### Gebouwen

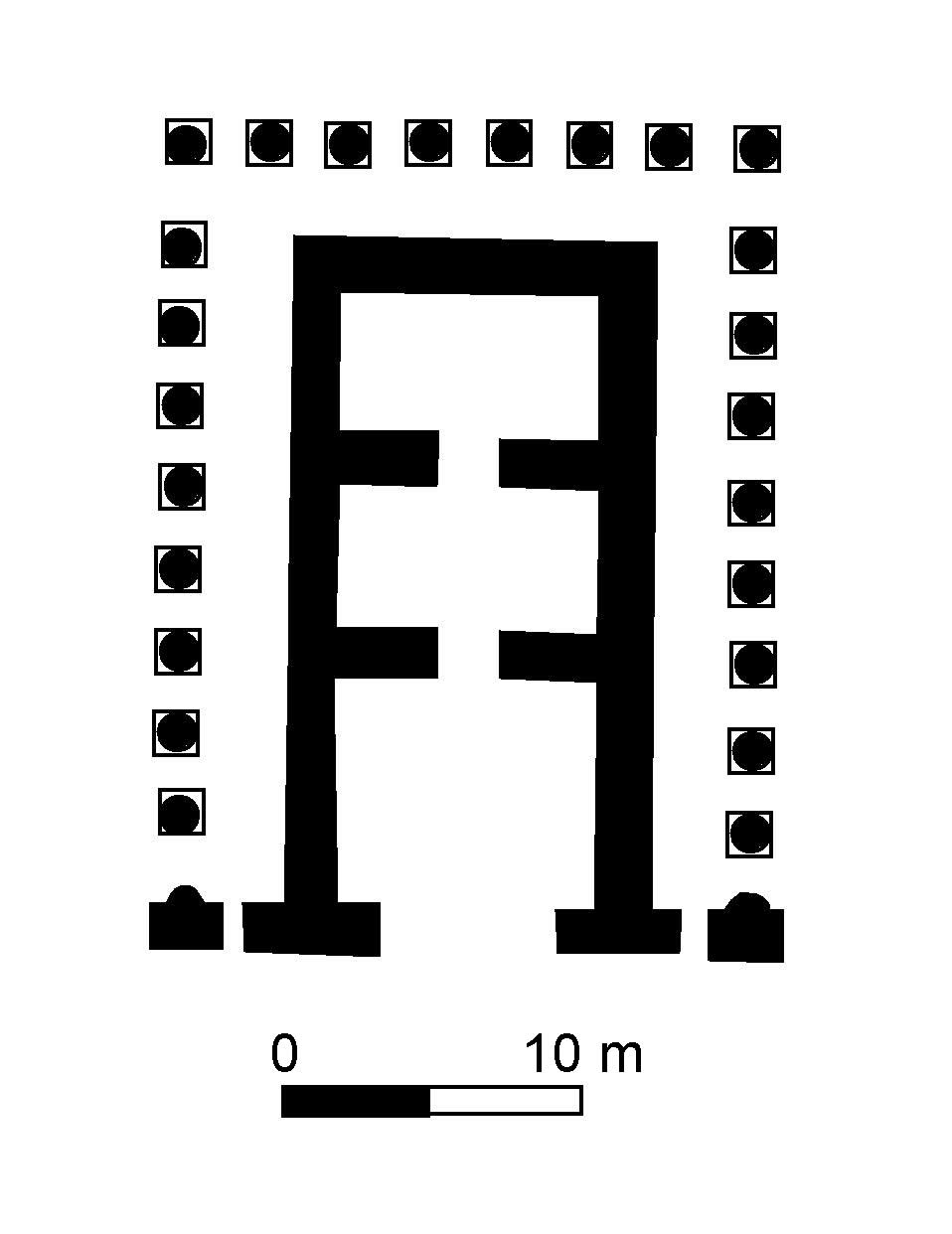
Grondplan van de parthische tempels in Aššur

1. de ziggoerat en grote tempel van de god Assur
2. de dubbele tempel van Anu en Adad
3. de tempel van Isjtar
4. het oude paleis met de koningsgraven

De dubbele tempel van Sin en Šamaš (de maan en de zon) is bijna verdwenen, dit geldt ook voor de bit-akitu